# Hostiles - Ostili
Hostiles - Ostili (Hostiles) è un film del 2017 diretto da Scott Cooper.

## Trama
Nel 1892, una giovane donna, Rosalie Quaid, e la sua famiglia, composta dal marito Wesley, e dai figli Lucy, Sylvie e Jacob, subiscono un violento attacco da parte di una banda di guerrieri appartenenti alla tribù dei Comanche che vuole rubare i loro cavalli. Durante l'attacco solo Rosalie riesce a salvarsi e a nascondersi nella foresta, mentre il resto della sua famiglia, compreso il figlio neonato Jacob, viene brutalmente assassinato dagli indiani.
Nel frattempo, a Fort Berringer nel Nuovo Messico, il capitano dell'esercito Joseph Joe Blocker, arcigno e rancoroso verso i nativi, cattura una famiglia di Apache e la riporta nel forte, rinchiudendovela. Viene in seguito convocato nell'ufficio del suo colonnello Abraham Biggs, che gli affida l'ultima missione prima della pensione: accompagnare un morente capo Cheyenne, Falco Giallo, e la sua famiglia nella loro terra nativa, una valle nota come Valle degli Orsi nel Montana. Siccome l'ordine viene dal presidente Benjamin Harrison in persona, e sotto minaccia di corte marziale in caso di disobbedienza, Blocker accetta controvoglia di eseguirlo nonostante il suo sanguinoso trascorso con il capo indiano, colpevole di aver ucciso molti dei suoi commilitoni. Dopo ciò, Blocker raduna un drappello (composto dal fidato e vecchio amico, il sergente Thomas Metz, il caporale Henry Woods, anch'egli suo amico, il promettente tenente Rudy Kidder ed un nuovo arrivato, il soldato semplice francofono Dejardin) e parte per la valle. Durante il viaggio, Blocker fa fermare il drappello e ordina di mettere in catene gli indiani.
Lungo la strada il drappello avvista le rovine bruciate della casa della famiglia Quaid e mentre i soldati preparano l'accampamento, Blocker va a indagare e a perlustrare la zona. Qui scopre il cadavere, orrendamente scalpato, del marito di Rosalie, la quale, traumatizzata, dice a Blocker di non fare rumore perché i suoi figli "stanno dormendo". Blocker, compassionevole, decide di accoglierla nella sua spedizione. Inizialmente Rosalie, vedendo gli indiani, si spaventa, memore di quello che ha subìto, ma Blocker la assicura che gli indiani non la toccheranno.
Il giorno dopo, il viaggio prosegue, ma vengono attaccati dai Comanche; il drappello esce vincitore dallo scontro ma Dejardin viene ucciso e Woods gravemente ferito. Dopo questo attacco, Falco Giallo convince Blocker che la cosa migliore da fare per garantire la sopravvivenza di tutti è liberare lui e la sua famiglia dalle catene e Blocker, riluttante, accetta. Il giorno successivo, i Comanche sopravvissuti al precedente scontro vengono trovati morti dal drappello e Blocker deduce che Falco Giallo e suo figlio, Falco Nero, li hanno uccisi grazie a Metz, che ha permesso loro di lasciare il campo durante la notte. Dopo una breve sosta a Fort Winslow in Colorado per lasciare il ferito Woods e Rosalie, a Blocker viene chiesto di prendere in consegna l'ex sergente Charles Wills, che, per ordine della corte marziale, deve essere impiccato per aver ucciso una famiglia di nativi con un'ascia, e di portarlo nel luogo dove dovrà avvenire l'esecuzione. Al drappello si uniscono il caporale Tommy Thomas e il sergente Malloy, incaricati di sorvegliare Wills. Nel frattempo, Rosalie decide di continuare il viaggio con Blocker, nonostante le sia stato offerto di restare a Fort Winslow fino al prossimo treno in arrivo per Natale.
Una notte, le donne vengono rapite mentre lavano i piatti nel torrente vicino al loro accampamento, picchiate e violentate da tre cacciatori di pellicce. Il drappello, assistito da Falco Giallo e Falco Nero, rintraccia i cacciatori di pellicce, li uccide e salva le donne; tuttavia, il sergente Malloy muore nello scontro. Durante un acquazzone, Wills induce Kidder a sciogliere le catene che lo legavano per poi rubargli la pistola e ucciderlo prima di fuggire, ma non prima che Blocker lo ferisca con un colpo di fucile. A questo punto Thomas Metz monta a cavallo e lo insegue, nonostante Blocker gli urli di fermarsi. Il reparto scoprirà, il giorno dopo, che Metz è riuscito a rintracciare Wills e a ucciderlo, per poi togliersi la vita e smetterla di soffrire per il suo disturbo da stress post-traumatico dovuto al senso di colpa per aver partecipato a tante spedizioni contro i nativi. Successivamente Blocker fa pace con Falco Giallo per tutti i danni che si sono inflitti l'un l'altro e per la prima volta i due si salutano come amici e non più come nemici.
Arrivati nella Valle degli Orsi, Falco Giallo muore per la sua malattia e viene sepolto nella sua terra dalla sua famiglia, da Blocker, da Rosalie e dal caporale Thomas. Proprio mentre il gruppo sta per andarsene, un certo Cyrus Lounde e i suoi tre uomini, che dichiarano di possedere tale terra, ordinano a Blocker ed al resto del gruppo di disseppellire il corpo di Falco Giallo e andarsene. Blocker li informa che hanno l'autorizzazione dal presidente degli Stati Uniti in persona, ma Lounde afferma che sulla sua terra non ha valore neanche l'autorità del presidente e ripete il suo ordine: ne consegue un brutale scontro a fuoco che lascia solo tre sopravvissuti: Blocker, Rosalie e il giovane nipote di Falco Giallo, Piccolo Orso.
Giorni dopo, Rosalie e Piccolo Orso partono con riluttanza su un treno, che dal Montana è diretto a Chicago. Rosalie ringrazia Blocker e lo saluta convinta di non vederlo mai più, ma all'ultimo secondo, Blocker sale sul retro del treno ed entra nella carrozza, deciso a cominciare con loro una nuova vita.

## Produzione
Il film, le cui riprese iniziarono nel luglio 2016 a Santa Fe, è interpretato da Christian Bale, affiancato da Rosamund Pike, Wes Studi, Adam Beach, Ben Foster, Jesse Plemons, Rory Cochrane e Q'orianka Kilcher.

## Promozione
Il primo trailer è stato diffuso il 5 settembre 2017.

## Distribuzione
Il film è stato presentato in anteprima mondiale il 2 settembre 2017 al Telluride Film Festival. Successivamente è stato proiettato al Toronto International Film Festival. Hostiles è stato scelto anche come film di apertura della dodicesima edizione della Festa del Cinema di Roma.
Il film è stato distribuito nelle sale italiane a partire dal 22 marzo 2018.